# Йован Тофовски
Йован Глигоров Тофовски (на македонска литературна норма: Jован Глигоров Тофовски) е лекар и политик от Република Македония.

## Биография
Роден е на 19 май 1940 година в град Скопие. Баща му Глигор Тофоски е 2 пъти министър на здравеопазването в Социалистическа република Македония.
През 1965 година завършва Медицинския факултет на Скопския университет. Там специализира през 1970 година.
Между 1982 и 1986 г. членува и председателства Червения кръст на Югославия. От 1992 до 1994 г. е министър на здравеопазването на Република Македония.